# Albert Neuhauser
Albert Neuhauser (* 12. Mai 1832 in Innsbruck; † 18. Jänner 1901 ebenda) war ein österreichischer Glasmaler und einer der Gründer der Tiroler Glasmalereianstalt.

## Leben

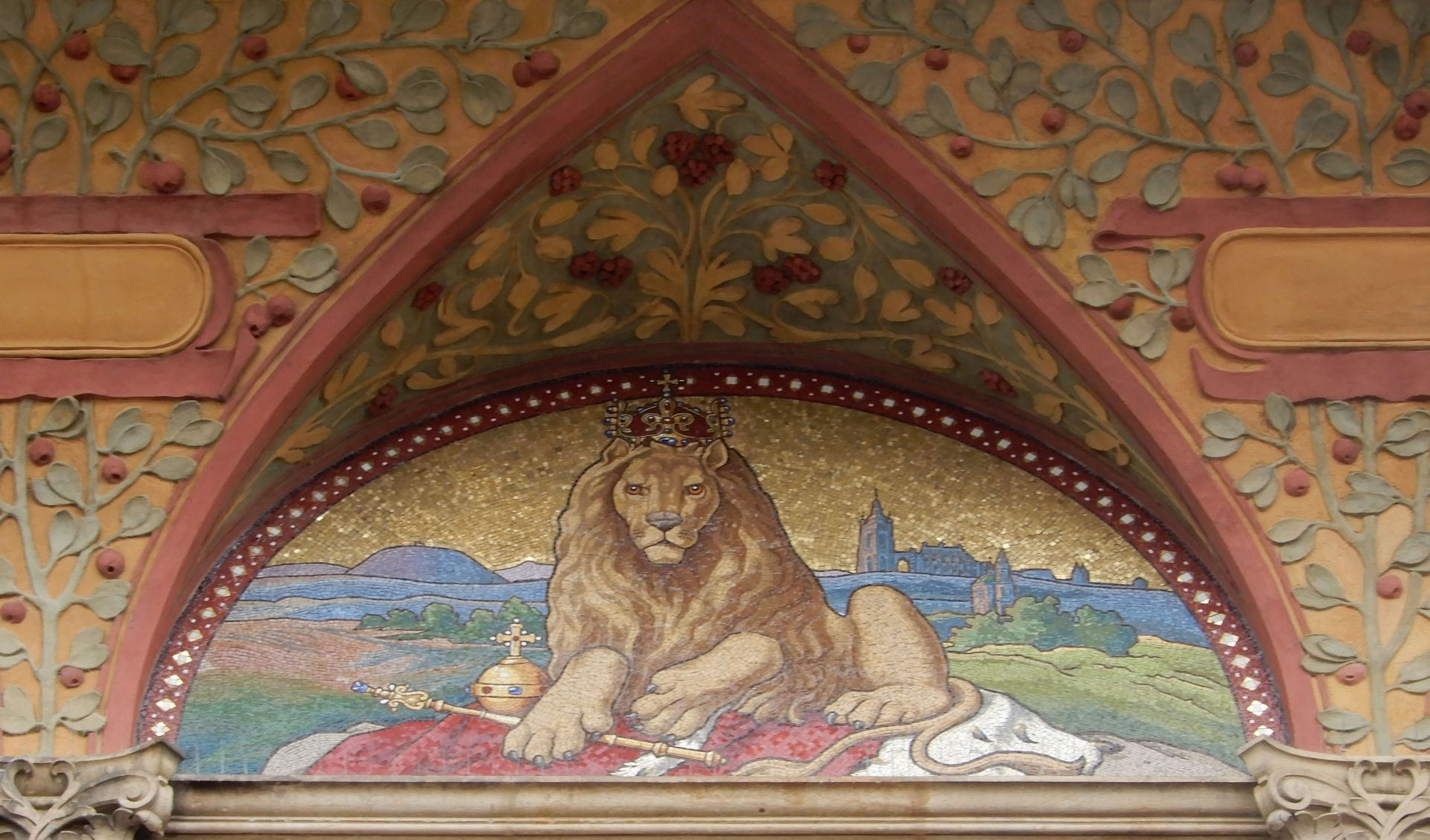
Allegorie des Königreichs Böhmen, Mosaik nach Vorlage von František Urban, Prag, Na příkopě 20

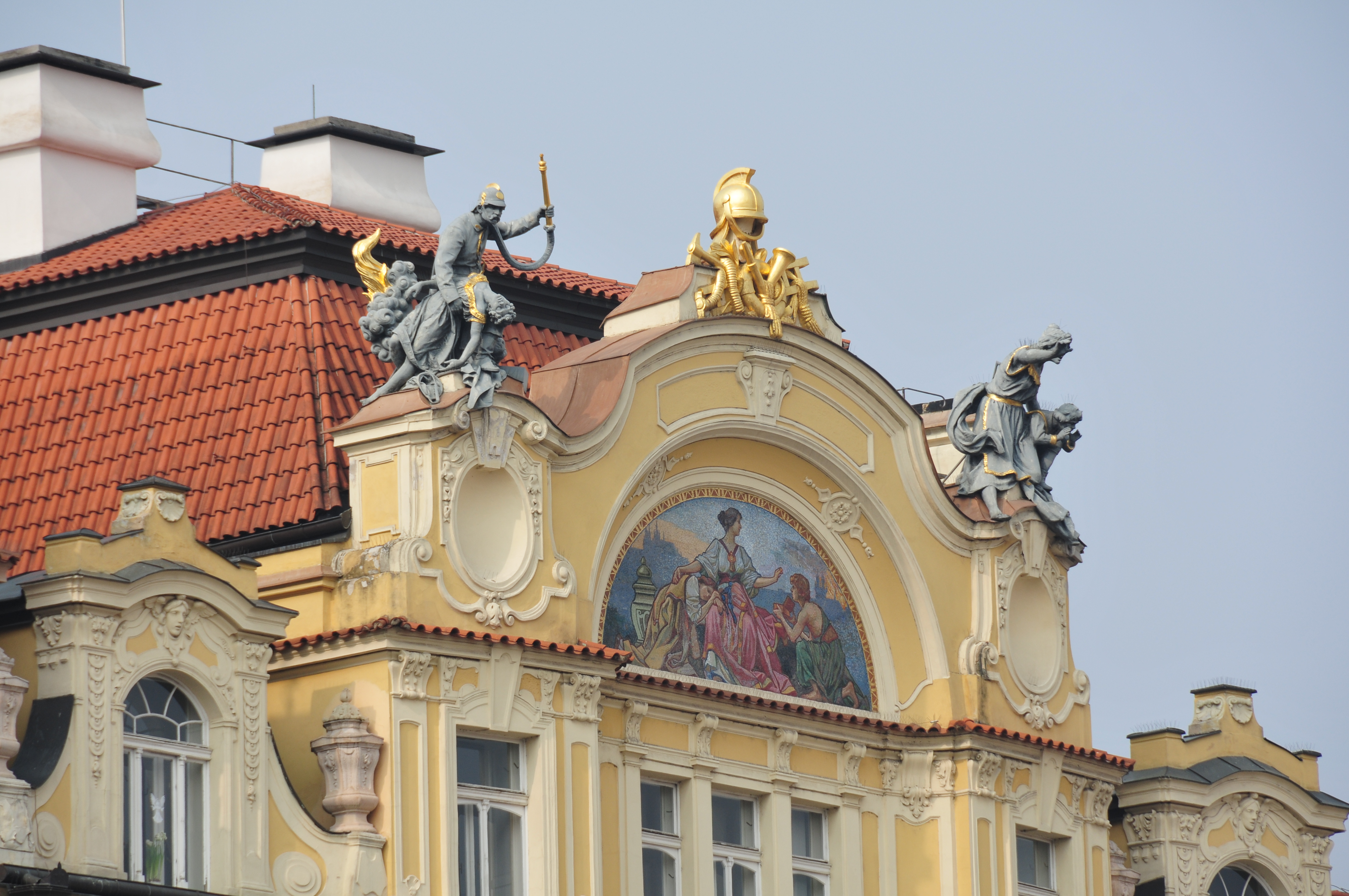
Allegorie der Stadt Prag, Altstädter Ring 6

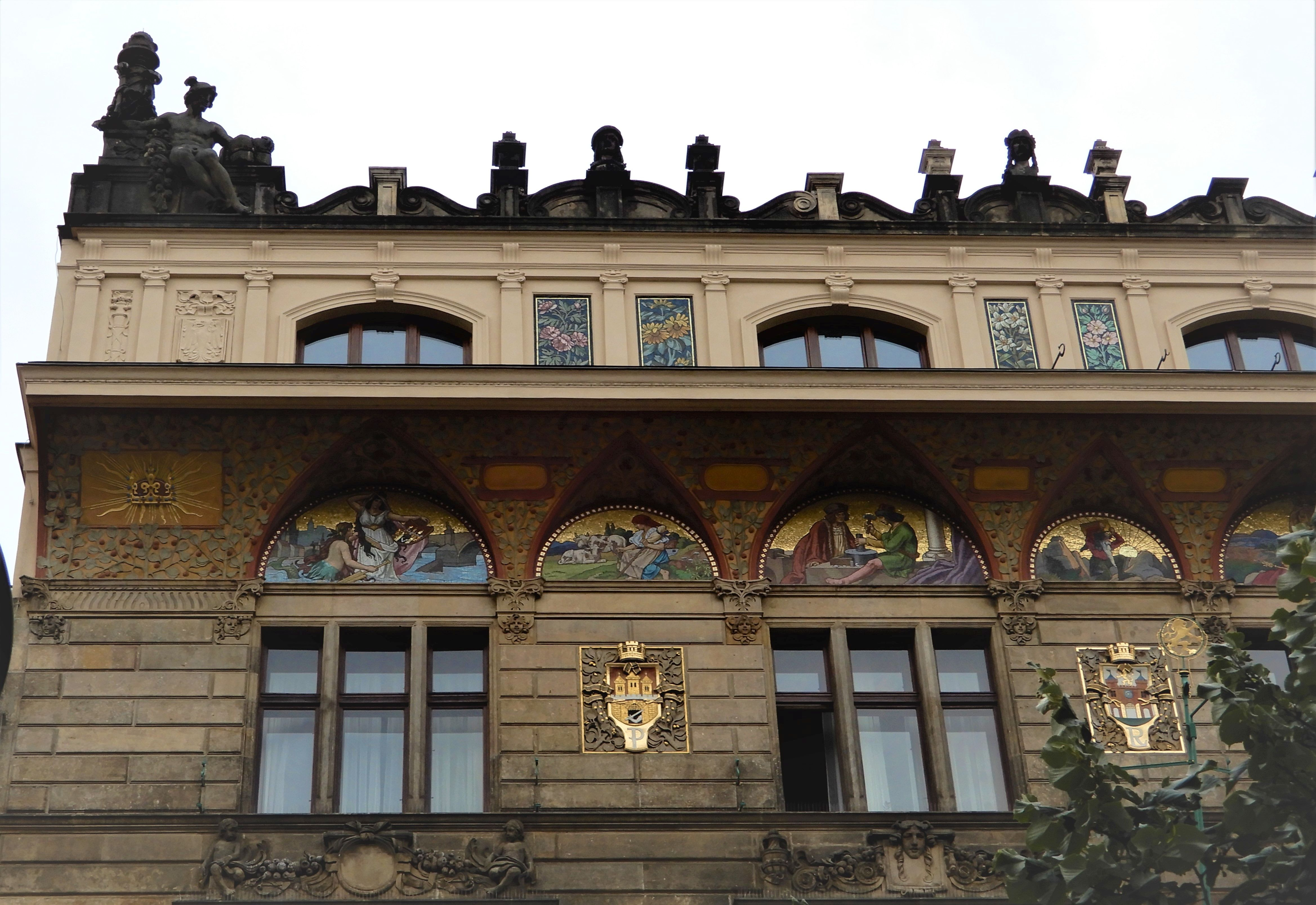
Mosaiken in Prag, Na Příkopě 20

Albert Neuhauser lernte und arbeitete zunächst bei seinem Vater, dem Spengler- und Glasermeister Anton Neuhauser in Innsbruck. Da er aufgrund eines Lungenleidens nicht länger in der Werkstatt des Vaters mitarbeiten konnte, begann er sich mit Glasmalerei zu beschäftigen. Nach einem Studienaufenthalt an der Königlichen Glasmalereianstalt in München unternahm er Versuche, selbst Glasmalereien herzustellen und richtete dafür im elterlichen Haus einen Brennofen ein. Der Architekt Josef von Stadl, dem die Glasmalerei ein Anliegen war und der ihn anlässlich der Herstellung eines Probefensters besuchte, stellte den Kontakt zum Maler Georg Mader her. Gemeinsam gründeten die drei 1861 in Sterzing die Tiroler Glasmalereianstalt. Mader übernahm dabei die figuralen, Stadl die dekorativen Zeichnungen und Neuhauser die technische Herstellung sowie den geschäftlichen Bereich. Bald stellte der Betrieb sehr erfolgreich Glasfenster für Kirchen und profane Gebäude in der ganzen Monarchie und darüber hinaus her. Da die Räumlichkeiten nicht ausreichten, ließ Neuhauser von 1870 bis 1873 mit Unterstützung seines Vaters nach Stadls Plänen einen Neubau in der Müllerstraße in Wilten errichten. 1874 zog sich Neuhauser aus gesundheitlichen Gründen als Gesellschafter der Glasmalereianstalt zurück, für ihn rückte der Kunsthistoriker Albert Jele nach. Angeregt durch einen Besuch in Venedig gründete Neuhauser 1877 eine Mosaikwerkstätte, die erste in Österreich. Diese wurde 1900 mit der Glasmalereianstalt vereinigt.
In den Jahren 1896–1898 fertigte er Mosaiken nach den Vorlagen des Prager Malers František Urban für zwei Prager Paläste an: eine Lünette mit einer Allegorie der Stadt Prag für das Gebäude der Prager städtischen Versicherungsanstalt am Altstädter Ring 6 (jetzt Ministerium) und 22 figurale Mosaiken für den Palast der Handelsbank in Prag-Neustadt, Na příkopě 20 (Am Graben), die alle von Luigi Solerti aus Innsbruck realisiert wurden.
Für die Einführung der Mosaikkunst erhielt er das Ritterkreuz des Franz-Joseph-Ordens verliehen.